# 稲核風穴
稲核風穴（いねこきふうけつ）は、長野県松本市安曇稲核にある風穴。稲核集落から国道を1kmほど西南方向（上流）に行った梓川流域に存在する（道の駅風穴の里の近く）。
2013年5月、産業考古学会により、全国88件目・長野県内6件目の推薦産業遺産として認定された。

## 概要
稲核風穴は古くから地元民が食料保管に利用してきたが、明治時代に同地区の前田家当主だった喜三郎（当時）の発案による蚕卵紙の保存・貯蔵事業が始まり、以後昭和まで続いた（現在も、当時利用された2階建ての木造建物が風穴を囲んで残る）。そのため、前田家風穴とも言われる。
カイコが孵化する時期は気温に左右されるため、風穴から流れる寒い空気に蚕卵紙を触れさせて孵化の時期を人為的に操作することで、養蚕農家が繁忙期を分散することができ、カイコの安定的な飼育につながった。風穴を利用したカイコの孵化調整法は稲核から全国に広まり、世界遺産になっている群馬県の「富岡製糸場と絹産業遺産群」に含まれる蚕種貯蔵施設「荒船風穴」は、稲核風穴に造られた建物を原型にしていると言われる。

## 養蚕事業での歴史
稲核風穴は養蚕業において、風穴を冷蔵に利用する起源となった。
慶応2年(1866年)輸出したものの、過剰になって日本に返されていた蚕種のうち、稲核風穴に保存しておいたものを、大遅霜で蚕が大被害を受けた際に取り出して飼育してみたところ一定量の繭を得ることができた。これが蚕種冷蔵において、風穴を利用することの本格的な起源となったとされる。明治11年(1937年)には、風穴蚕種の製造が政府に許可され、風穴を利用した年間多回飼育が全国に広がっていった。
しかし、風穴を利用した蚕種貯蔵は大正時代には減少し、昭和10年にはほぼゼロになった。これは大正3年に愛知県の小池弘三が開発した人工孵化技術が広がったためであった。これは、蚕種を塩酸に浸し越年状態に至った蚕種を強制的に孵化する技術である。また、風穴は一般的に交通の不便な山中にあることが多く、明治時代から冷蔵庫の利用が考えられていた。既に明治41年には冷蔵庫で保存した蚕種と、風穴で保存した蚕種に大きな違いが無いことが研究されていた。
冷蔵庫の普及のため風穴は養蚕に利用されなくなった。2011年3月11日に発生した東日本大震災では、多くの人命や物が失われた。各電力会社では計画停電が実施されたが、そのため貴重な蚕の系統を電力に頼らず冷凍保存する必要があった。そこで、稲核風穴内にこれらの蚕の保存が実施された。

## 所在地
- 長野県松本市安曇稲核

## アクセス
- 道の駅風穴の里から徒歩

## 関連文献
- 柿下愛美、大塚勉「長野県松本市安曇稲核地域に発達する風穴の地質学的成因」（PDF）『信州大学環境科学年報』第34号、2012年、52-57頁、2013年7月2日閲覧。